# Filet VS
| VS ist das Kürzel für den Kanton Wallis in der Schweiz. Es wird verwendet, um Verwechslungen mit anderen Einträgen des Namens Filet zu vermeiden. |

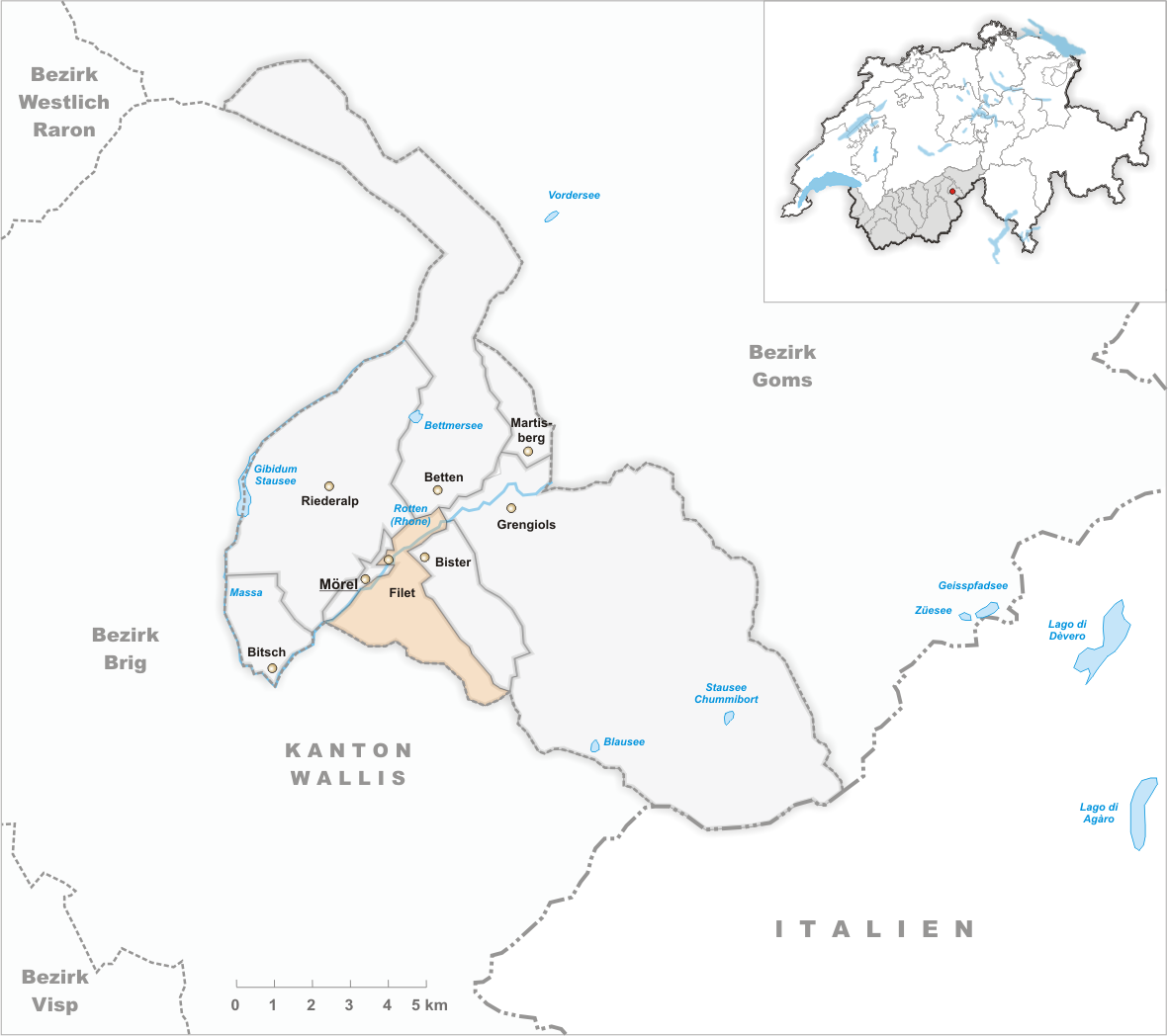
Gemeindestand vor der Fusion am 1. Januar 2009

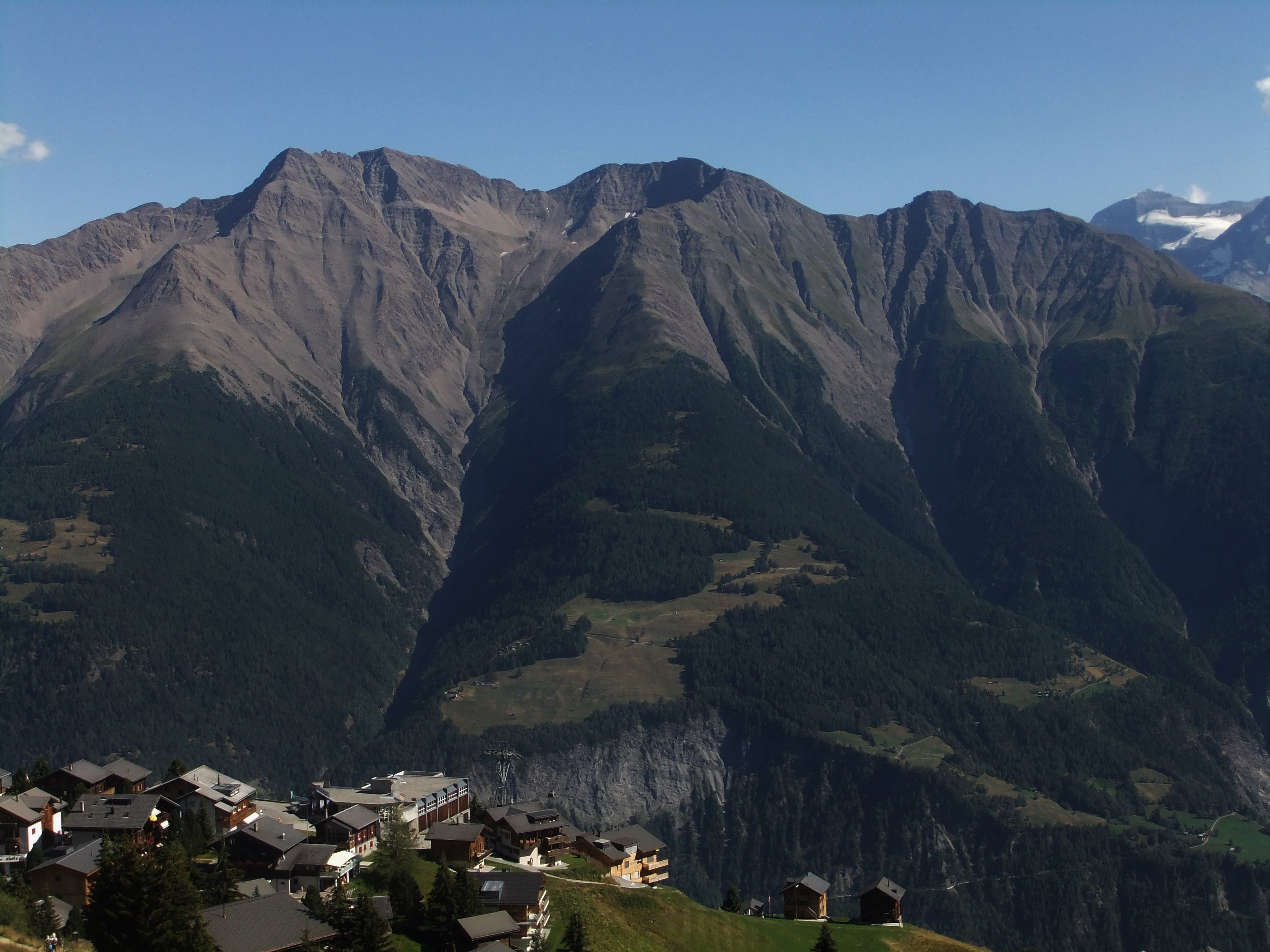
Tunetschalp

Filet ist ein Ort in der Munizipalgemeinde Mörel-Filet im Schweizer Kanton Wallis. Bis zum 31. Dezember 2008 war er eine eigenständige Munizipalgemeinde.

## Bevölkerung
| Bevölkerungsentwicklung | Bevölkerungsentwicklung | Bevölkerungsentwicklung | Bevölkerungsentwicklung | Bevölkerungsentwicklung | Bevölkerungsentwicklung | Bevölkerungsentwicklung | Bevölkerungsentwicklung |
| ----------------------- | ----------------------- | ----------------------- | ----------------------- | ----------------------- | ----------------------- | ----------------------- | ----------------------- |
| Jahr                    | 1850                    | 1900                    | 1910                    | 1950                    | 1980                    | 2000                    | 2007                    |
| Einwohner               | 100                     | 120                     | 140                     | 108                     | 85                      | 152                     | 168                     |

## Geschichte
Am 24. Februar 2008 wurde in einer Volksabstimmung das Zusammengehen von Filet mit der flächenmässig viel kleineren Nachbargemeinde beschlossen. In Filet erfolgte die Zustimmung mit 73 Prozent Ja-Stimmen, in Mörel dagegen mit 93 Prozent Ja-Stimmen. Ein Grund für die deutlichere Zustimmung in Mörel liegt darin, dass seine Einwohner von der Fusion profitierten, da die Nettoverschuldung in Mörel bei rund 10'000 Franken pro Kopf lag und sich mit der Fusion praktisch halbierte. Für Filet hingegen stieg die Pro-Kopf-Verschuldung von rund 2'600 Franken auf etwa 5'700 Franken in der Fusionsgemeinde.